# Ali Mallem
Ali Mallem, né le 26 septembre 1915 à Batna et mort le 4 septembre 1964 à Cucq, est un homme politique français.

## Biographie

### Famille et début de carrière
Ali Mallem est né le 26 septembre 1915 à Batna et est marié à une Européenne, Anne-Marie Sabatier, professeur d’anglais au collège mixte de Batna.

### Carrière
Avocat au tribunal de Batna, Ali Mallem devient lors des événements du coup d'État du 13 mai 1958 président du comité de salut public de Batna, puis vice-président du comité de salut public Algérie-Sahara. Élu député en novembre 1958, il est nommé vice-président du comité central de l'UNR.

### Maire de Batna
Lors de son élection au poste de maire le 27 avril 1959 de la ville, Ali Mallem soutient le Général de Gaulle et l'avenir français de l'Algérie, dans ses discours il clamait toujours « Vive la France ! Vive l'Algérie Nouvelle ! Vive le général de Gaulle ! Vive Batna ! Vive les Aures ! ». L'écharpe de maire lui fut remise par le commandant Scotte sur le Balcon de l’hôtel de ville. Il avait dès le début trois adjoints : un chrétien Constant Henri, un musulman Khalifa Meziane et un juif Ayoun Henri, pour permettre l'égalité des représentations à la mairie selon lui.
Le 9 mai 1959, il est élu à l'unanimité des parlementaires membres du vice-président du comité France-Israël, alors placé sous la présidence de Jacques Soustelle.
Le 9 juin 1959, Charles de Gaulle donne audience au député-maire de Batna. Ce dernier demande l'application d'une stricte justice, la grâce des condamnés politiques, la réintégration des fonctionnaires musulmans contraints à la grève par le FLN. Plusieurs personnes ont été libérées grâce à son intervention.
Le 10 juillet 1959, il devient sénateur.
Le 18 juillet 1959, une rumeur très vite démentie se répandait d'un enlèvement dont aurait été victime la famille d'Ali Mallem.
Le 1er décembre 1959, Ali Mallem devient membre de la Caisse de solidarité des maires et communes.
Le 25 mars 1960, il écrit au général De Gaulle pour lui demander à l'occasion de la fête du rupture du jeûne, de prendre des mesures de clémence en faveur des musulmans condamnés ou assignés à résidence.
Le 1er avril 1960, le maire dit savoir que le général de Gaulle avait répondu favorablement à sa demande de la libération de prisonniers à l’occasion de la fête.
Le 2 juin 1960, le maire adresse au général De Gaulle, à l'occasion de l'Aïd El Kebir une nouvelle requête dont il fait connaître aussitôt le contenu à ses concitoyens pas voie de presse : la réouverture des medersas où se développe l'apprentissage de la langue arabe, et la libération des détenus politiques et des assignés à résidence en Algérie et en métropole sans distinction de race ni de religion.
Le 10 juin, il est élu président du conseil général de l'Aurès.
Le 28 juillet, Mallem est reçu par le général de Gaulle à déjeuner à l’Élysée, pour des raisons non expliquées.
Le 26 août 1960, une grenade défensive explose devant le marché faisant 5 morts et 29 blessés. Ali Mallem se rend aussitôt sur les lieux de l’attentat, un des plus graves qui ait été commis à Batna depuis le commencement de la guerre d'Algérie.
Le 2 septembre, Mallem prie le général De Gaulle, malgré le terrible événement qui venait d'endeuiller sa ville, de prendre des mesures de clémence en faveur des détenus politiques, et la réouverture des écoles coraniques et des medersas à l'occasion de la fête du Mawlid.
Au début du mois de décembre une rumeur se propage à Batna, qui est rapidement confirmée pas la presse : le maire de Batna dans une interview au Journal de AS Sabah, lue dans tout le Proche et Moyen-Orient, vient de déclarer qu'il se porterait candidat à la présidence du conseil gouvernemental algérien s'il obtenait l'investiture du FLN. Ali Mallem démentit cette information dans une autre interview publiée par Afrique Action. Il soutient que le journaliste d'AS Sabah qui l'a interviewé et qui ne parlait que l'arabe littéraire, avait mal traduit ses propos qu'il avait exprimés en arabe algérien.
Dans les années 1960, il fonde le Rassemblement démocratique algérien et se rend en Allemagne pour rencontrer des dirigeants du FLN.
Le 10 mars 1961, Ali Mallem est exclu de l'UNR. Le parlementaire avait signé avec 24 de ses collègues musulmans, une motion favorable aux thèses du GPRA. Mallem avait pris des positions favorables à l’indépendance de l'Algérie.
Le 17 avril 1960, le conseil général de l'Aurès tient sa séance de clôture sous présidence du maire Ali Mallem dont c'est la dernière apparition officielle. Il est devenu après le 1er juillet 1962 un simple citoyen de la République française.

### En France
Après avoir tenté sans aucun résultat de reprendre contact avec les dirigeants de l'Algérie indépendante, Ali Mallem s'inscrit au barreau de Toulouse, puis achète avec Brahim Sahnouni, l'hôtel Bristol au Touquet-Paris-Plage qu'il dirige jusqu'à sa mort.

### Mort
Ali Mallem meurt le 4 septembre 1964, à Cucq (Pas-de-Calais) selon le site de l'Assemblée nationale, ou au Touquet selon le journal Le Monde. Il se tue accidentellement en jouant avec ses enfants. Il tombe du haut d'un portique et succombe à ses blessures dans une clinique de la ville.